# Novo Selo (okręg pirocki)
Novo Selo (cyr. Ново Село) – wieś w Serbii, w okręgu pirockim, w gminie Bela Palanka. W 2011 roku liczyła 33 mieszkańców.